# Stiga Open
Het Stiga Open was een golftoernooi dat enkele jaren deel uitmaakte van de Europese Challenge Tour. Het werd in de maand juni gespeeld.

## Winnaars
| Jaar | Winnaar        |
| ---- | -------------- |
| 1988 | Clas Hultman   |
| 1989 | Thomas Nilsson |
| 1990 | Mats Hallberg  |
| 1991 | Mats Hallberg  |
| 1992 | Pierre Fulke   |